# John Spencer
John Spencer (født 20. december 1946 - død 16. december 2005) var en amerikansk skuespiller. Han var bedst kendt for sin rolle som Leo McGarry i tv-serien Præsidentens mænd.